# Elezioni presidenziali in Islanda del 2008
Le elezioni presidenziali in Islanda del 2008 si tennero il 28 giugno.
L'allora Presidente Ólafur Ragnar Grímsson, eletto per la prima volta in occasione delle elezioni presidenziali del 1996, confermò nel discorso di inizio anno che avrebbe partecipato alle elezioni, per ottenere un quarto mandato. Ástþór Magnússon, che si era candidato senza successo nel 1996 e nel 2004, decise infine di non candidarsi.
Dato che non si presentò nessuno sfidante entro il termine del 24 maggio 2008, Ólafur Ragnar fu eletto senza sfidanti. Il 1º agosto 2008 prestò giuramento.